# ایلدیکو شوارسنبرگر
ایلدیکو شوارسنبرگر (انگلیسی: Ildikó Schwarczenberger; ۹ سپتامبر ۱۹۵۱ – ۱۳ ژوئیهٔ ۲۰۱۵) شمشیرباز زن اهل مجارستان بود.